# Hans Adolf Erdmann von Auerswald

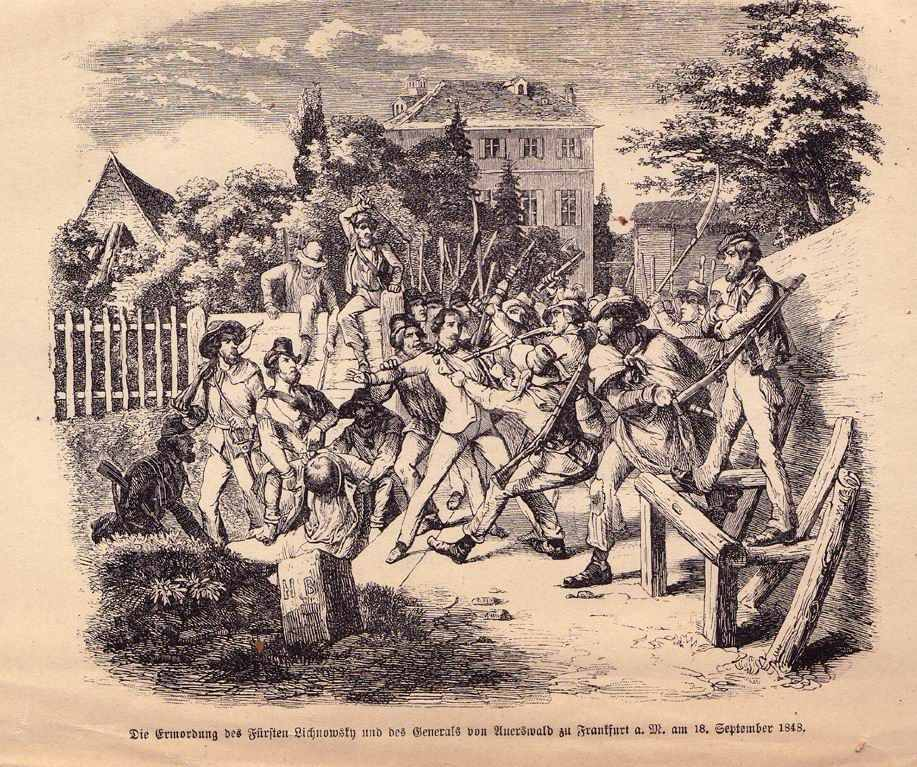
Dibujo de la muerte del Príncipe Lichnowsky y del General von Auerswald.

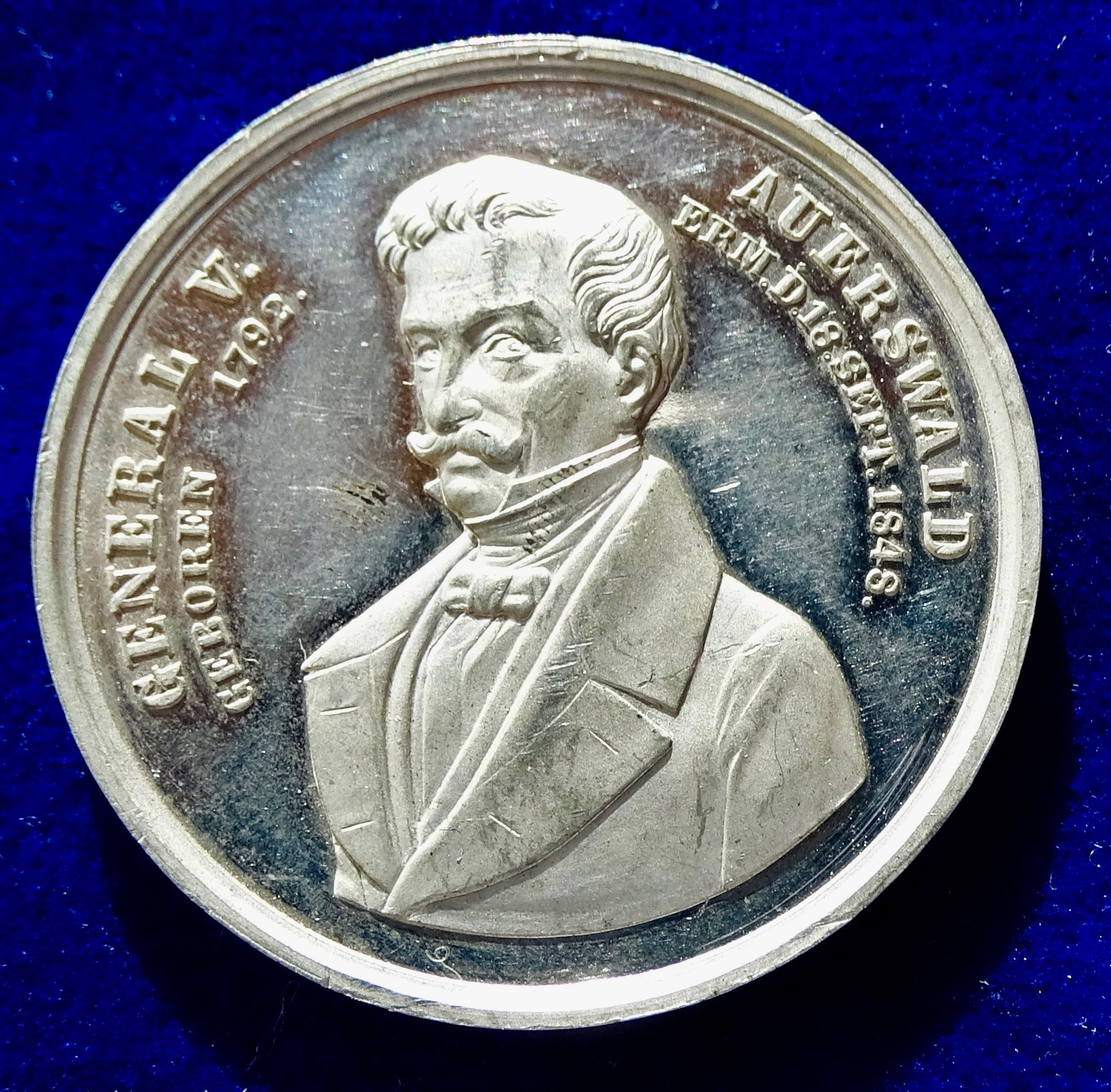
Medalla de Frankfurt am Main de la Revolución alemana de 1848 del General Hans von Auerswald, anverso.

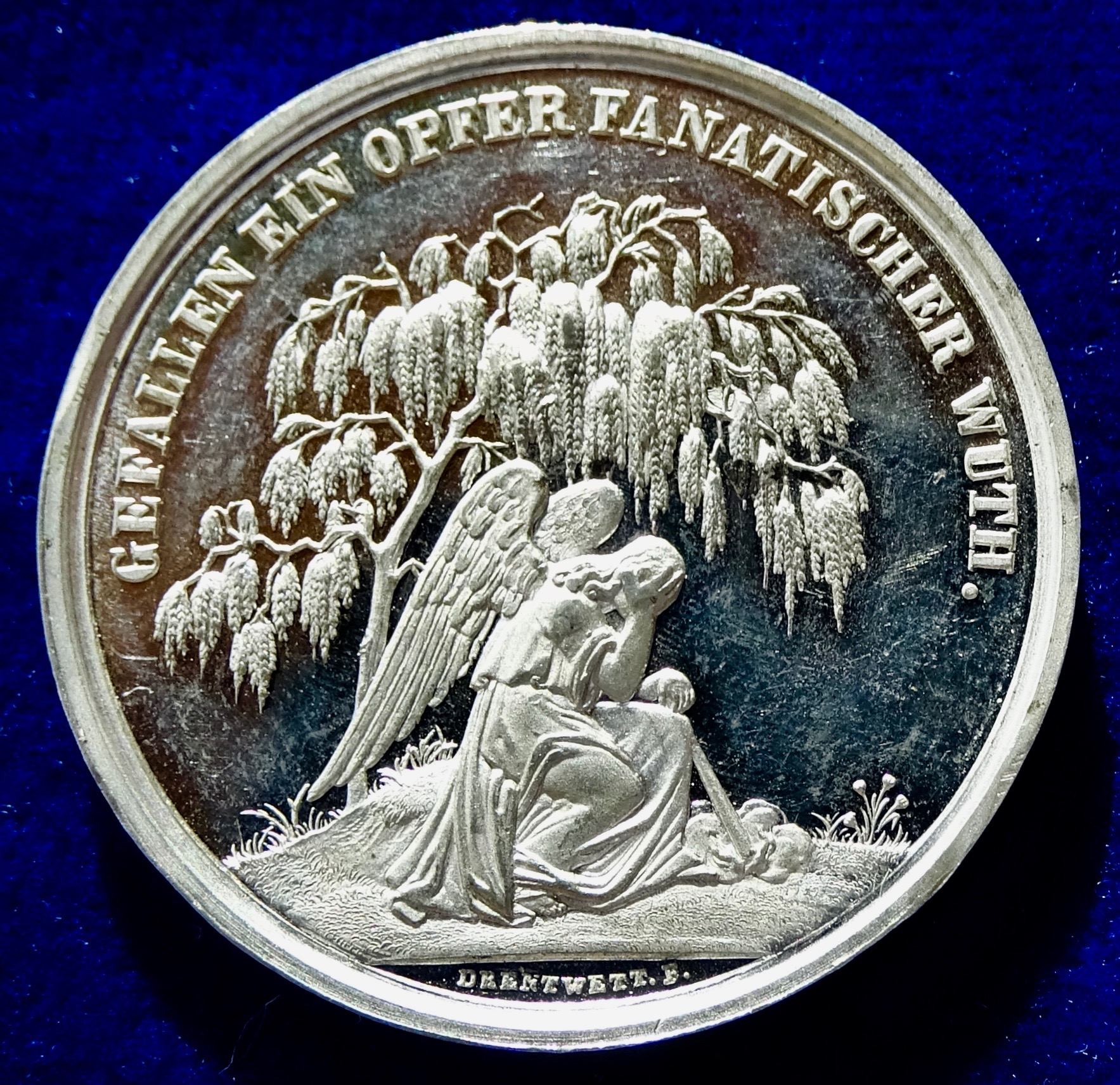
El reverso de esta medalla.

Hans Adolf Erdmann von Auerswald (1792 - 18 de septiembre de 1848) fue un general y político prusiano.

## Biografía
Auerswald nació en Faulen, Prusia Occidental donde la familia poseía las fincas de Plauth y Tromnau.
Ingresó en el Ejército prusiano en 1813 y para 1848 era mayor general. Tres distritos lo eligieron para el Parlamento de Fráncfort donde se unió a los conservadores, pero no participó en los debates ni en la dirección del partido. El 17 de septiembre de 1848, una reunión en el Pfingstweide en Fráncfort liderada por Franz Zitz, a cuenta de la decisión del parlamento sobre la tregua de Malmö, declaró a los miembros de este traidores a la patria, la libertad y el honor. El resultado fue la insurrección al día siguiente cuando una multitud fue a buscar al Ministro del Reich Hekscher y al Príncipe Félix Lichnowsky. Auerswald había salido con Lichnowsky, y por la Puerta de Friedberger, fueron descubiertos por la multitud. Intentaron huir. En la villa de Bethmann, Auerswald fue mortalmente alcanzado por un disparo de pistola. Lichnowsky fue golpeado y murió al día siguiente.